# Lokaltidningen Västerbotten
Lokaltidningen är en prenumererad tidning som utkommer varje onsdag på papper som dagligen finns på webben, www.lokaltidningen.nu. Lokaltidningen bevakar de sju kommunerna i södra Lappland; Dorotea, Lycksele, Malå, Sorsele, Storuman, Vilhelmina och Åsele, med redaktioner i Lycksele, Vilhelmina, Storuman och Malå. 2018 hade den 3 500 prenumeranter, 2019 ökade upplagan till 3 800 vilket också är upplagan för 2020.
Lokaltidningen ägdes fram till den 14 mars 2021 av Tidningar i Norr AB, som också ger ut Västerbottningen (bevakar Nordmaling, Vännäs, Bjurholm, Vindeln och Umeås omland med redaktioner i Nordmaling, Vännäs och Vindeln), Nordsverige, (bevakar Ångermanland med redaktioner i Bredbyn, Kramfors och Sollefteå) och Västerbottens Mellanbygd (bevakar en stor del av området mellan Umeå och Skellefteå, med redaktioner i Burträsk, Lövånger och Robertsfors). Får den 15 mars ägs Tidningar i Norr till drygt 90 procent av VK Media i Umeå, som ger ut dagstidningarna Västerbottens-Kuriren och Folkbladet.